# Саларьевская улица
Саларьевская улица — улица в Новомосковском административном округе города Москвы на территории поселения Московский. Проходит от автодороги Солнцево — Бутово — Варшавское шоссе до деревни Саларьево и одноимённого ТПУ.
Нумерация домов ведётся от Саларьева.

## Название
Изначально улица носила название Проектируемый проезд № 907.
Совет депутатов поселения Московский в 2018 году, рассмотрев предложение администрации поселения Московский о присвоении улице, расположенной вблизи деревни Саларьево наименования «Саларьевская улица», принял решение о согласовании предложения и ходатайстве перед уполномоченным органом при Правительстве Москвы о его рассмотрении в установленном порядке.
17 сентября 2019 года на заседании Совета депутатов поселения Московский было принято решение присвоить Проектируемому проезду № 907 наименование «Саларьевская улица».

## Расположенные объекты
С западной стороны улицы у места её пересечения с автодорогой Солнцево — Бутово — Варшавское шоссе находится деревня Картмазово. По обе стороны расположены корпуса строящегося ЖК «Саларьево парк» от ГК «ПИК».
Также неподалёку расположено Хованское кладбище и полигон ТБО «Саларьево», на месте которого планируется обустроить парк.

## Транспорт
Параллельно улице проходит бо́льшая часть наземного крытого перегона «Саларьево» — «Филатов Луг» Сокольнической линии Московского метрополитена.
По улице проходят автобусы:
- 272:  Саларьево — Внуковский завод
- 420:  Саларьево — посёлок Марьино
- 876:  Саларьево — 3-й микрорайон Московского — Нововатутинский проспект — Троицк (Торговый центр)

## Галерея

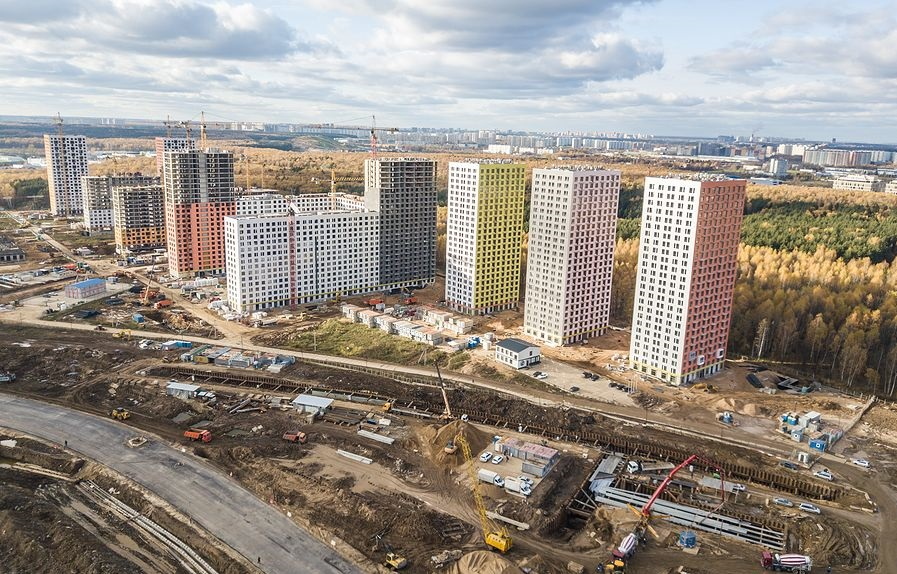
Строительство ЖК «Саларьево парк» и Саларьевской улицы
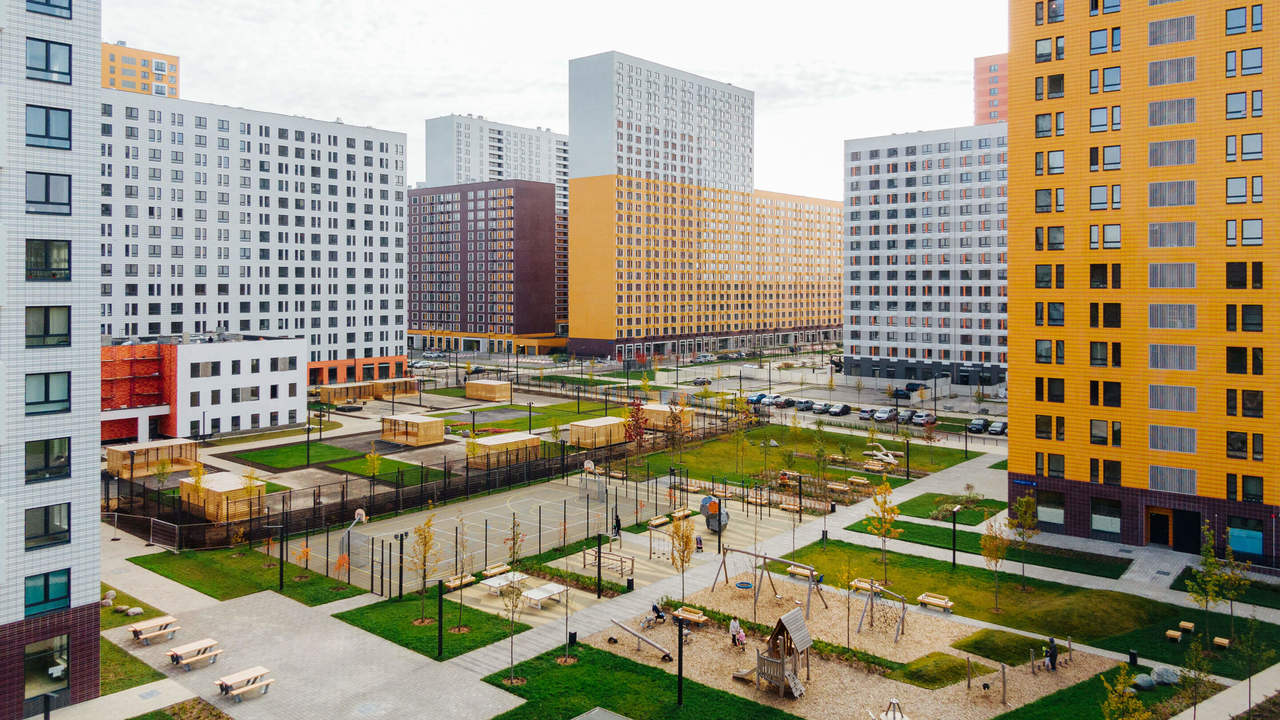
ЖК «Саларьево парк»
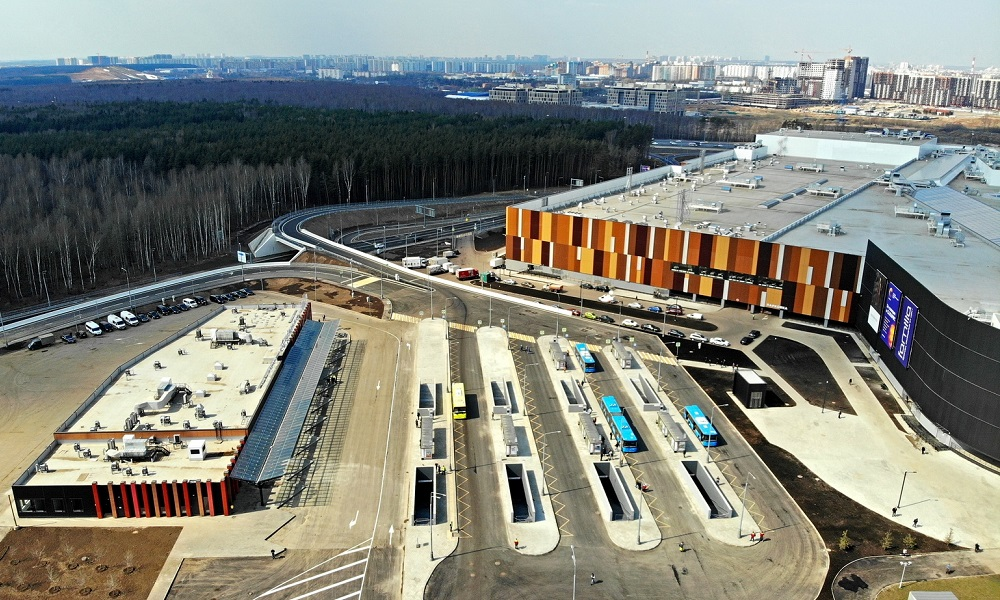
Фотография ТПУ «Саларьево»